# Tomografia procesowa

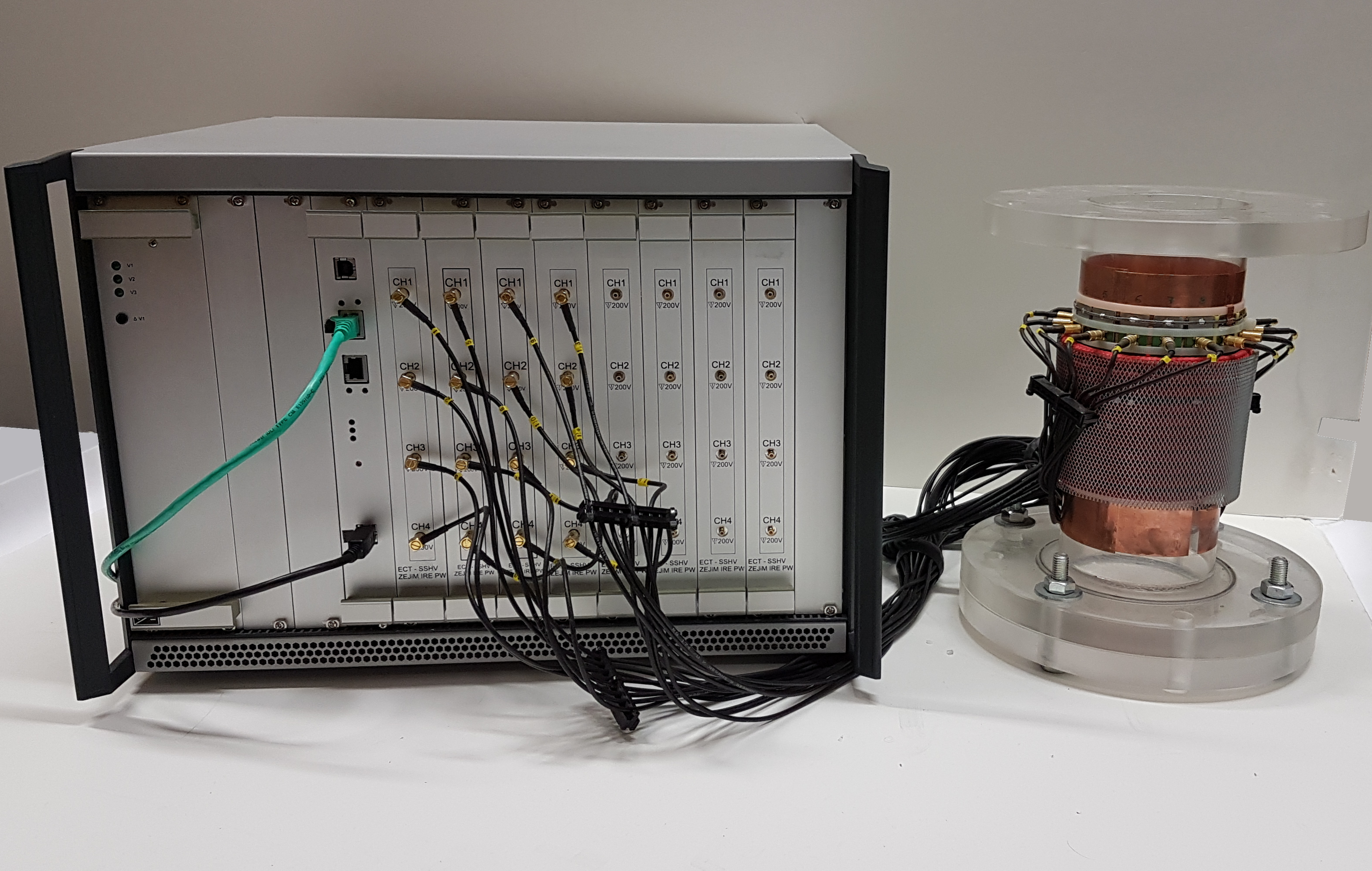
Tomograf pojemnościowy z podłączoną 16-elektrodową sondą

Tomografia procesowa – obrazowanie tomograficzne systemów przemysłowych, takich jak rury procesowe. Dzięki tomografii możliwe jest wyznaczenie rozkładu przestrzennego określonej wielkości fizycznej wewnątrz obiektu. Uzyskane w ten sposób informacje znajdują zastosowanie przy projektowaniu i kontroli procesów przemysłowych.
W medycynie najbardziej rozpowszechnioną techniką tomograficzną jest tomografia komputerowa, oprzyrządowanie tomografii procesowej musi być jednak tańsze, szybsze i bardziej niezawodne.
W tomografii procesowej stosuje się wiele różnych metod obrazowania, np. obrazowanie ultradźwiękowe, pozytonowa tomografia emisyjna (PET), elektryczna tomografia rezystancyjna (ERT), elektryczna tomografia impedancyjna (EIT), elektryczna tomografia pojemnościowa (ECT), tomografia indukcji magnetycznej (MIT). We wszystkich przypadkach czujniki umieszczone na zewnątrz obiektu są używane do pomiaru sygnałów z jego wnętrza, a trójwymiarowy rozkład parametru jest obliczany na podstawie zmierzonych danych.
W Polsce od 1999 r. funkcjonuje Polskie Stowarzyszenie Tomografii Procesowej, zrzeszające zespoły badawcze zajmujące się rozwojem przemysłowych technik tomograficznych. 